# Adriano Micantoni
Adriano Micantoni (* 7. April 1921 in Rom, Italien; † 8. Mai 1994 in Mailand, Italien) war ein italienischer Schauspieler und Drehbuchautor.

## Leben
Adriano Micantoni wurde 1921 in Rom geboren.
Er besuchte die Accademia nazionale d’arte drammatica in Rom, war Schüler von Orazio Costa und Sergio Tofano. 1939 hatte er sein Debüt am Theater und 1940 beim Film. Ab 1949 war er häufig in Radio- und Fernsehproduktionen von Rai engagiert. In den 1950er und 1960er Jahren war er auch zeitweise als Synchronsprecher tätig, zunächst bei ODI und ARS, später für Mimmo Palmaras SINC Cinematografica, allesamt römische Gesellschaften, und schließlich für die Mailänder Merak Film.
Für 30 Winchester für El Diabolo und Stirb aufrecht, Gringo! schrieb er das Drehbuch. Im Film Das Geheimnis der schwarzen Handschuhe synchronisierte er die Rolle von Mario Adorf.

## Filmografie
- 1940: L’orizzonte dipinto
- 1941: La corona di ferro
- 1941: L’elisir d’amore
- 1942: Capitan Tempesta
- 1954: Die schönen Mädchen von Florenz (Le ragazze di San Frediano)
- 1958: Aphrodite – Göttin der Liebe (Afrodite, dea dell’amore)
- 1958: Aprite: polizia!
- 1958: Pia de’ Tolomei
- 1960: Teseo contro il minotauro
- 1962: Maciste im Kampf mit dem Piratenkönig (Maciste contro lo sceicco)
- 1962: La banda Casaroli
- 1962: I pianeti contro di noi
- 1962: Der Eroberer von Korinth (Il conquistatore di Corinto)
- 1963: Die Bestie von Schloß Monte Christo (Metempsyco)
- 1963: Ursus, der Unbesiegbare (Ursus nella terra di fuoco)
- 1964: Brennpunkt Miami (Appuntamento a Dallas)
- 1964: Kaiser der Gladiatoren (I due gladiatori)
- 1964: Due mafiosi nel Far West
- 1964: Una spada per l’Impero
- 1965: Stirb aufrecht, Gringo! (La colt è la mia legge)
- 1965: Jonny West und die verwegenen 3 (Jonny West und die verwegenen 3)
- 1965: 30 Winchester für El Diabolo (30 Winchester per El Diablo)
- 1966: I due sanculotti
- 1967: La notte pazza del conigliaccio
- 1967: LSD – Inferno per pochi dollari
- 1967: Soldati e capelloni
- 1967: Blutiger Staub (20.000 dollari sul 7)
- 1968: Ciccio perdona... Io no!
- 1968: I nipoti di Zorro
- 1968: Andere beten – Django schießt (Se vuoi vivere… spara!)
- 1968: I due pompieri
- 1968: Die tolldreisten Kerle vom Löschzug 34 (I 2 pompieri)
- 1969: Franco e Ciccio... Ladro e guardia
- 1971: Sein Schlachtfeld war das Bett (Le calde notti di Don Giovanni)
- 1971: Vier Fäuste für ein Halleluja (...continuavano a chiamarlo Trinità)
- 1972: Meo Patacca
- 1971: Il segno del comando
- 1977: L’ultima orgia del III Reich
- 1989: La fine della notte
- 1990–1991: Cri Cri